# Microenantiornis
Microenantiornis is een geslacht van uitgestorven vogels uit het Vroeg- Krijt van het huidige China, behorend tot de Enantiornithes. De enige benoemde soort is Microenantiornis vulgaris.
In 2017 benoemden en beschreven Wei Zhaoying en Li Li de typesoort Microenantiornis vulgaris. De geslachtsnaam verbindt het Oudgrieks mikros, 'klein' met een verwijzing naar het lidmaatschap in de Enantiornithes, naar aanleiding van de kleine omvang. De soortaanduiding betekent 'veel voorkomend' in het Latijn.
Het holotype PMOL-AB171 is bij Chaoyang in het westen van Liaoning gevonden in een laag van de Jiufotangformatie die dateert uit het Aptien, ongeveer 120 miljoen jaar oud. Het bestaat uit een vrijwel volledig skelet met schedel, platgedrukt op een enkele plaat. Het skelet ligt grotendeels in verband. Ondanks de kleine omvang zou het niet om een jong dier gaan, maar de proporties van het lichaam, het ontbreken van een verbeende kam op het borstbeen en de niet vergroeid pols wijzen op het tegendeel.
Het holotype is een klein individu, ongeveer tien centimeter metend van snavel tot staartpunt en met een spanwijdte van zo'n twintig centimeter.
Het holotype toont geen echte autapomorfieën maar wel een unieke combinatie van kenmerken die op zich bij meerdere soorten voorkomen.
De schedel is vrij kort, 26,5 millimeter, en eindigt vooraan in een scherpe snavelpunt. De staart eindigt achteraan in een scherpe pygostyle. Het borstbeen is ongeveer even lang als breed en mist een kiel. De voorrand ervan is afgerond. De buitenste zijuitsteeksels zijn slechts licht en geleidelijk verbreed. Het uitsteeksel midden op de achterrand is sterker verbreed.
Microenantiornis is in de Enantiornithes geplaatst, zij het zonder exacte kladistische analyse. De soort toont een mengeling van basale — in de achterpoot en het borstbeen — en afgeleide — in de vleugel en het ravenbeksbeen — kenmerken.
De voet, met een grijpende eerste teen, wijst op een leven als bosvogel.